# Касабланка
Касабла́нка (от исп. Casablanca — «белый дом», араб. الدار البيضاء‎, Эд-Дар-эль-Бейда — «белый дом», бербер. ⴰⵏⴼⴰ ) — крупнейший и самый густонаселённый город в Марокко. Крупный порт на берегу Атлантического океана, в 70 км к югу от столицы Рабат. Административный центр области Касабланка — Сеттат, в составе которой образует префектуру Касабланка.
В сентябре 2021 года муниципальный совет избрал мэром Касабланки 47-летнюю Набилу Рмили — медицинского работника и политика, члена партии  Национальное объединение независимых. Она отказалась от должности министра здравоохранения, предпочтя служить жителям города.

## История
В Средние века Касабланка была зажиточным городом, известным как Анфа. Он был разрушен португальцами в 1468 году и ими же заново построен в 1515 году. После сильного землетрясения 1755 года город снова был восстановлен. В 1907 году Касабланку оккупировали французы. Во время французского правления город быстро рос. Современный город был построен вокруг старого маврского города.
Во время Второй мировой войны Касабланка была одним из трёх основных мест высадки войск союзников в Северной Африке. В городе прошла Касабланкская конференция (январь 1943) между президентом США Франклином Рузвельтом и премьер-министром Великобритании Уинстоном Черчиллем.
Уход французов в 1956 году после провозглашения независимости Марокко вызвал серьёзные экономические трудности для Касабланки. Но бурно развивающийся туризм и рост промышленности вернули процветание.

## Климат
| Показатель                                       | Янв. | Фев. | Март | Апр. | Май  | Июнь | Июль | Авг. | Сен. | Окт. | Нояб. | Дек. | Год   |
| ------------------------------------------------ | ---- | ---- | ---- | ---- | ---- | ---- | ---- | ---- | ---- | ---- | ----- | ---- | ----- |
| Абсолютный максимум, °C                          | 31,1 | 29,4 | 32,2 | 32,8 | 35,1 | 37,4 | 38,4 | 39,0 | 40,5 | 37,8 | 34,7  | 30,3 | 40,5  |
| Средний суточный максимум, °C                    | 17,3 | 18,0 | 19,6 | 20,2 | 21,9 | 24,1 | 25,8 | 26,3 | 25,7 | 23,8 | 20,9  | 18,7 | 21,9  |
| Средняя температура, °C                          | 12,6 | 13,7 | 15,3 | 16,5 | 18,5 | 20,9 | 22,7 | 23,2 | 22,3 | 19,8 | 16,5  | 14,2 | 18,0  |
| Средний суточный минимум, °C                     | 9,2  | 10,4 | 11,8 | 13,2 | 15,6 | 18,7 | 20,5 | 20,9 | 19,7 | 16,8 | 13,3  | 11,1 | 15,1  |
| Абсолютный минимум, °C                           | 0,0  | 0,0  | 2,7  | 5,0  | 7,4  | 10,0 | 13,0 | 13,0 | 10,0 | 7,0  | 4,6   | 2,0  | 0,0   |
| Норма осадков, мм                                | 62,2 | 59,0 | 50,7 | 40,2 | 18,8 | 5,8  | 0,7  | 0,4  | 4,9  | 31,1 | 74,4  | 76,6 | 424,8 |
| Температура воды, °C                             | 15   | 16   | 17   | 18   | 20   | 21   | 23   | 24   | 22   | 19   | 17    | 16   | 19    |
| Источник: Погода и климат, Туристический портал, |      |      |      |      |      |      |      |      |      |      |       |      |       |

## Экономика и транспорт
Касабланка — один из ведущих торговых городов Северной Африки. Город соединяют с остальным миром шоссейные и железные дороги, международный аэропорт Мухамад V; порт располагается в одной из самых больших искусственных гаваней в мире. Большая часть международной торговли Марокко проходит через Касабланку.
Основные статьи экспорта: зерновые культуры, кожа, шерсть и фосфаты. Касабланка также является главным промышленным центром страны. Ведущие отрасли промышленности: рыболовство, консервирование рыбы, деревообработка и мебельное производство, промышленность строительных материалов, стекольная и табачная отрасли. Больше половины всех банковских транзакций в Марокко совершается в Касабланке. Ежегодно в Касабланке проводятся международные торговые ярмарки.

## Достопримечательности
- Главная достопримечательность города — мечеть Хасана II.
- Университет Хасана II (действует с 1976 года).
- Русский некрополь на христианском кладбище Бен-Мсик, созданный в 2007 году[6] и вошедший в «Перечень находящихся за рубежом мест погребения, имеющих для Российской Федерации историко-мемориальное значение»[7]. На нём захоронены известные деятели русского зарубежья: адмирал А. И. Русин, профессор И. П. Алексинский (участок № 13, могила № 417), А. С. Бехтеев, родной брат поэта Сергея Бехтеева), В. Урусова (участок № 150, могила № 44) и другие соотечественники.
- Русский православный храм Успения Божией Матери, воздвигнутый в 1958 году и внесённый в список объектов культурного наследия города в 2013 году (открывается во время богослужений).
- Католический собор Пресвятого сердца[англ.] (Сакре Кёр — главный собор Касабланки, ныне утратил религиозную функцию).
- Парк Лиги арабских государств[англ.].
- Квартал Хаббус:
  - Дворец Махкама дю Паша.
  - Мечеть Мулай Юсеф.
  - Мечеть Мухаммади.
  - Рынок оливок.
- Католическая церковь Лурдской Божьей Матери[англ.] (Нотр-Дам де Лурд), действующая.
- Ратуша.
- ТРЦ «Марокко Молл[англ.]», второй по величине в Африке, с музыкальным фонтаном и аквариумом.
- Маяк Эль Ханк.
- Остров Сиди Абдеррахмана.

## Административные районы
- Анфа
- Айн дияб
- Айн Шук
- Бернусси
- Бушентуф
- Фида
- Маариф
- Мидина

## Галерея

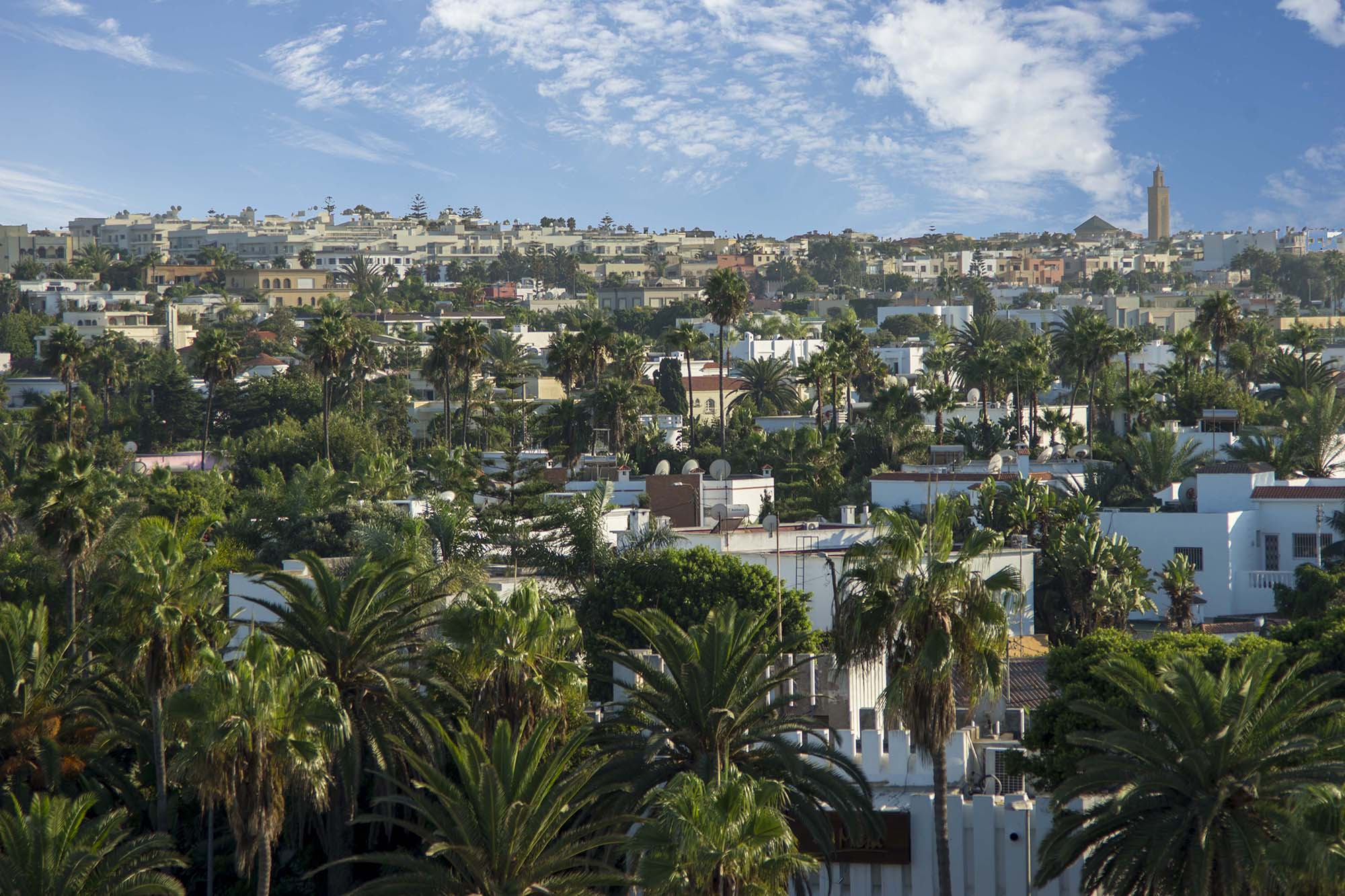
Касабланка
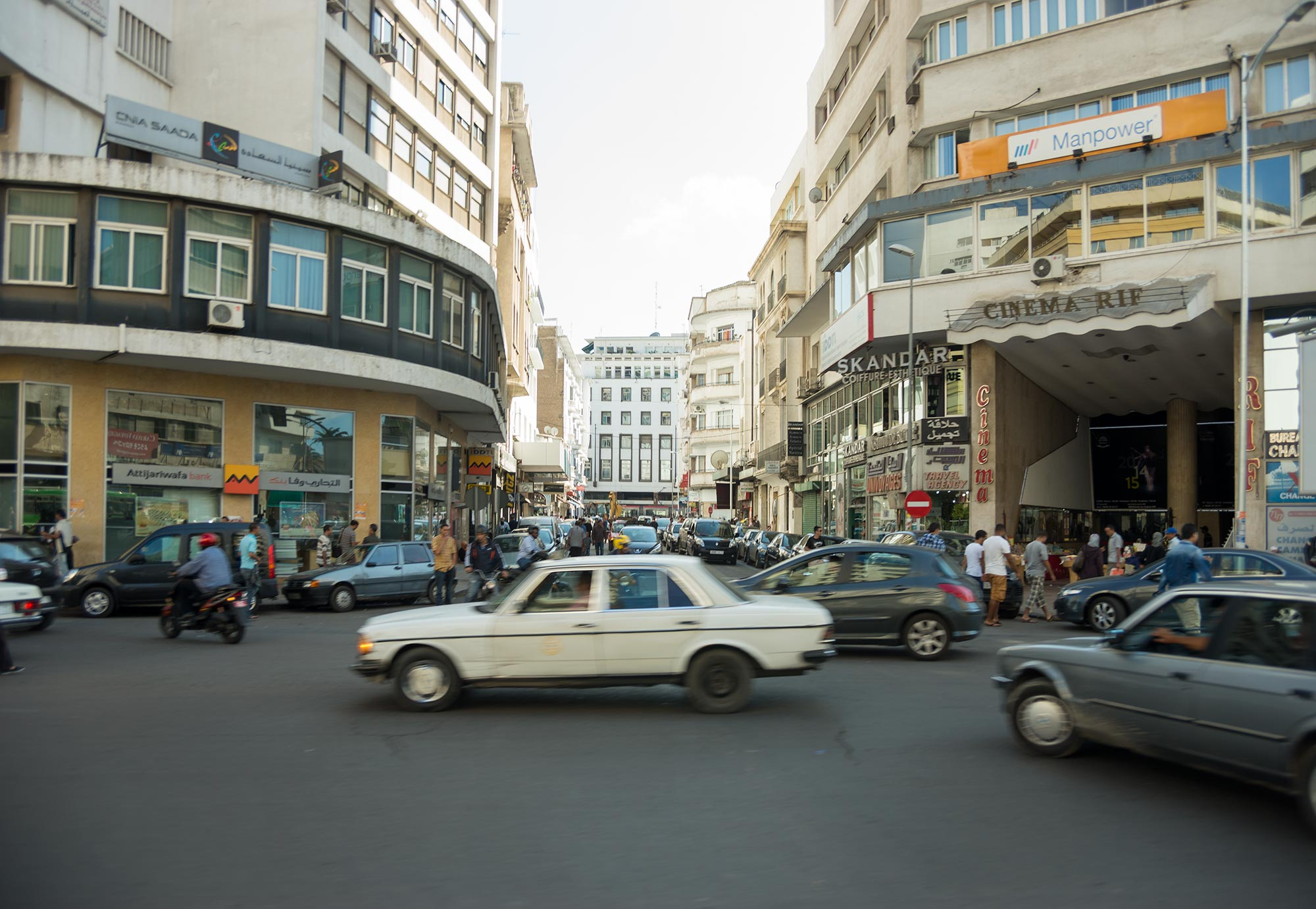
Авеню Дес Фар
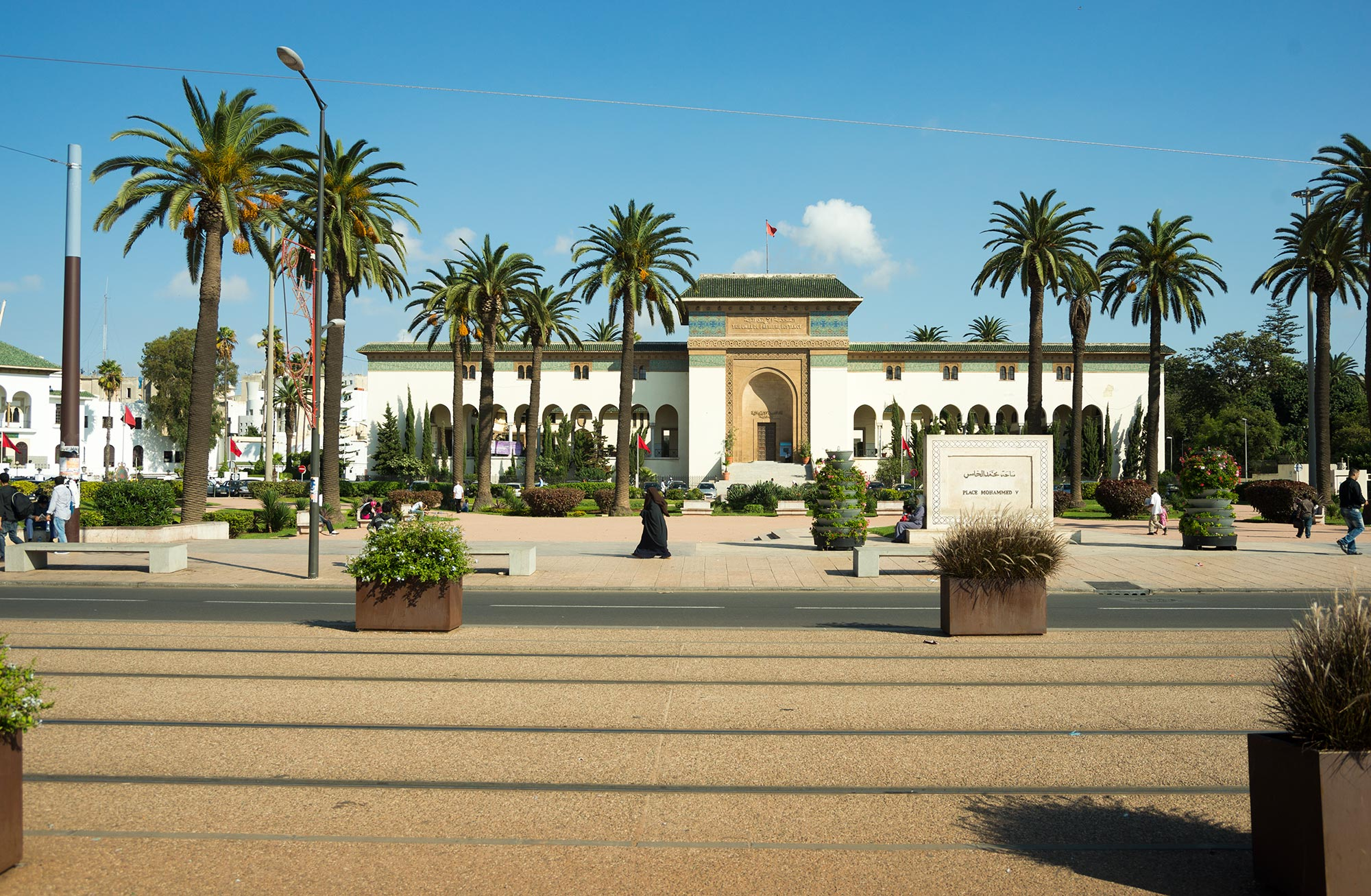
Площадь Мухаммеда V
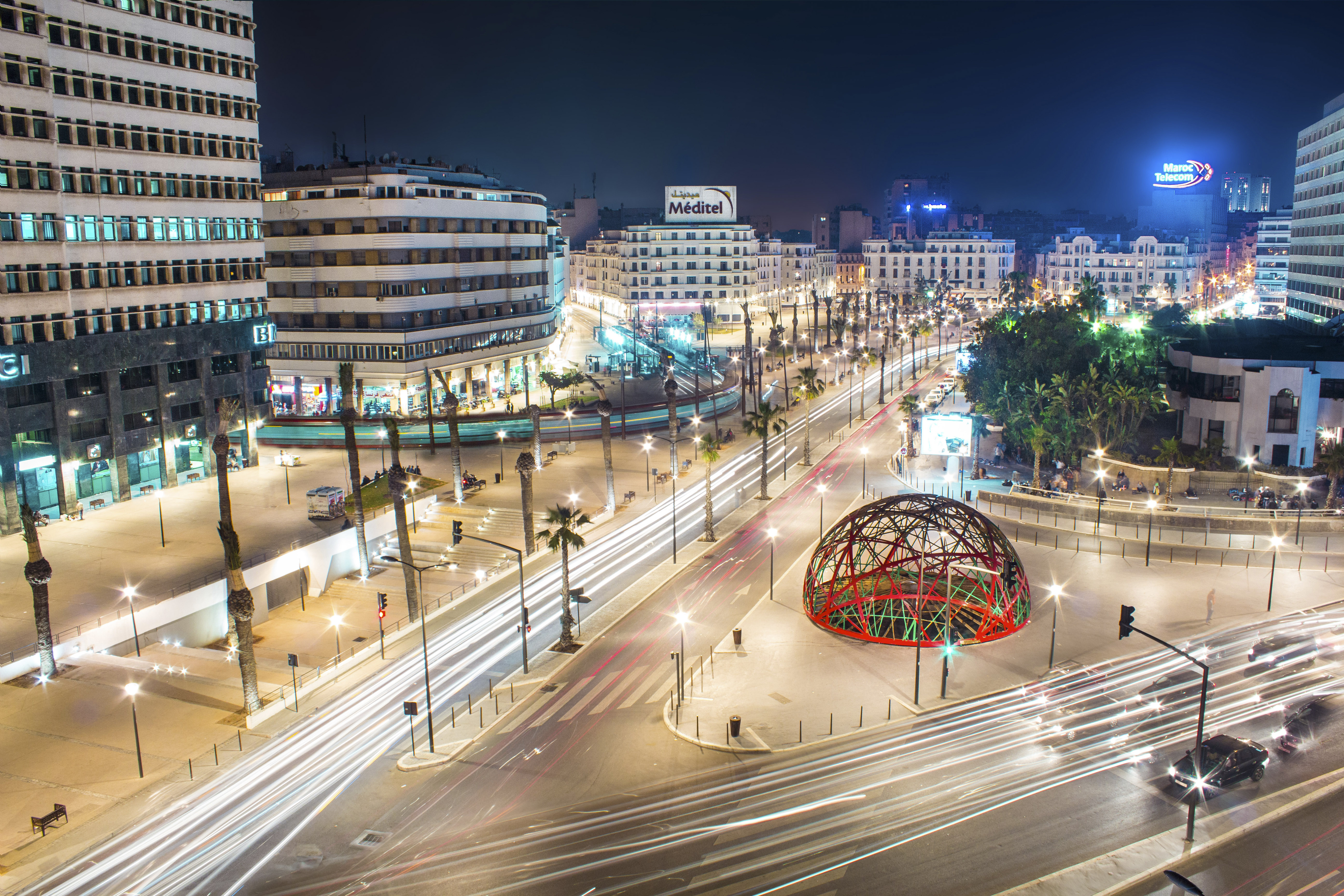
Деловой центр Касабланки
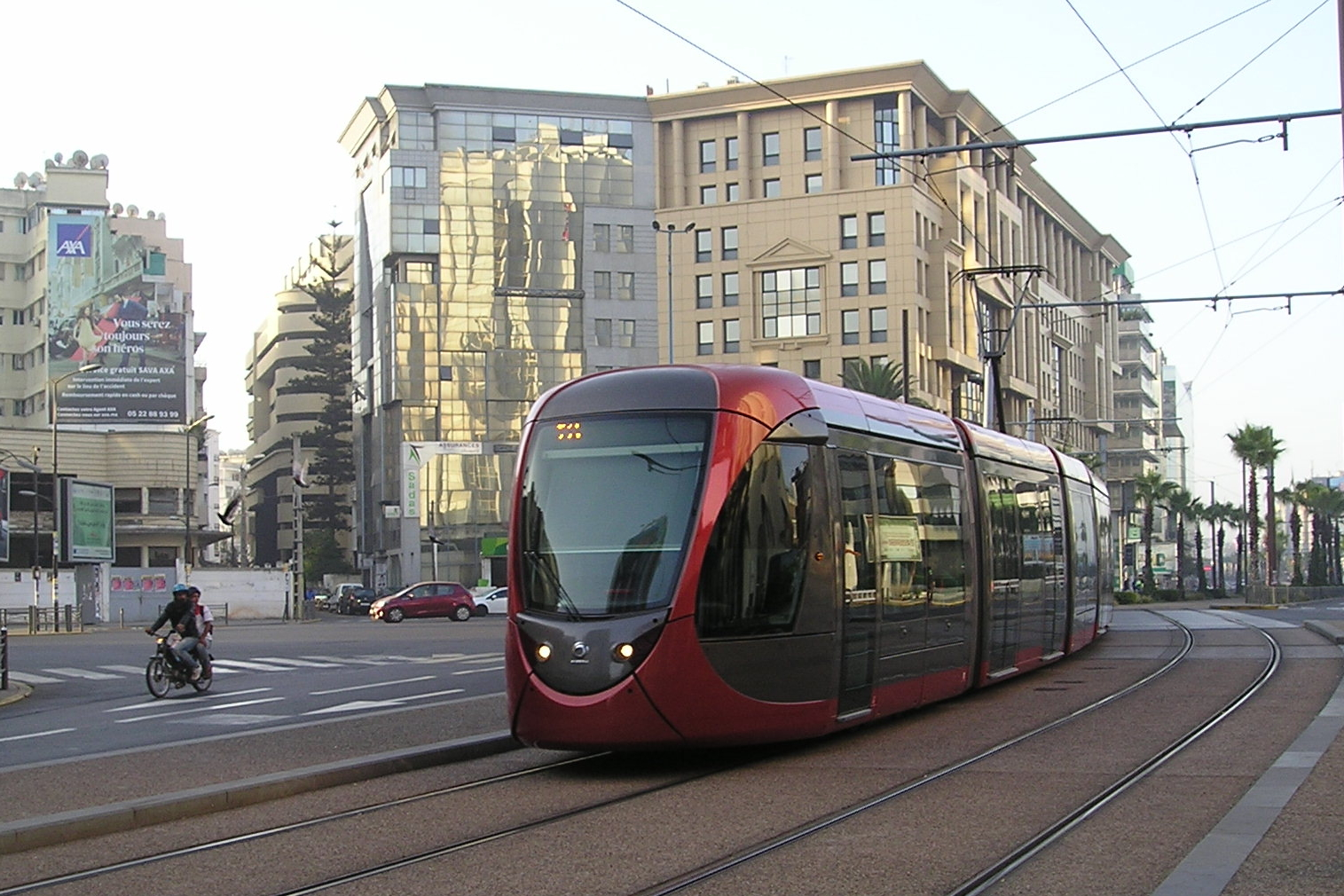
Трамвай на улице Касабланки

## В популярной культуре
- «Касабланка» — голливудская романтическая кинодрама 1942 года, поставленная режиссёром Майклом Кёртисом с Хамфри Богартом и Ингрид Бергман в главных ролях. Действие фильма разворачивается в начале Второй мировой войны в марокканском городе Касабланке, находившемся в то время под контролем вишистской Франции[8].

## Города-побратимы
- Чикаго, Иллинойс, США (1982)[9]
- Монреаль, Канада

## Известные уроженцы
- Родившиеся в Касабланке